# Monte Russell
Il Monte Russell (in lingua inglese: Mount Russell), è una montagna antartica, alta 2.280 m, situata sul fianco orientale del Ghiacciaio Scott, appena a sud della bocca del Ghiacciaio Howe, nei Monti della Regina Maud, in Antartide.
La cresta montuosa fu avvistata per la prima volta nel 1934 dal gruppo geologico guidato da Quin Blackburn, che faceva parte della seconda spedizione antartica (1933-35) dell'esploratore polare statunitense Byrd.
La denominazione è stata assegnata in onore di Richard S. Russell, Jr., uno dei membri del gruppo geologico, e di suo padre Richard S. Russell, Sr., che aveva dato supporto a entrambe le spedizioni antartiche di Byrd.